# Bộ ba và Snezhinka
Bộ ba và Snezhinka (tiếng Nga: Трое и Снежинка) là một bộ phim phiêu lưu, có phần khôi hài do Pavel Bardin và Mger Mkrtchyan đạo diễn, ra mắt lần đầu năm 2007.

## Vinh danh
- Đề cử diễn viên hài xuất sắc nhất (Ivan Urgant) - Kinonagrad «MTV-Россия» (2008)